# سامسونگ اس‌سی‌اچ-آ۸۰۰
سامسونگ اس‌سی‌اچ-آ۸۰۰ یک‌نمونه از گوشی‌های تلفن همراه سری A شرکت سامسونگ می‌باشد که توسط همین شرکت به بازار عرضه شده‌است.